# Thomas Keneally
Thomas Michael Keneally (Sydney, 1935. október 7. –) ausztrál regényíró, drámaíró, esszéíró és színész. Legismertebb regénye a Schindler bárkája (1982) , melyből Steven Spielberg készített Oscar-díjas filmet Schindler listája (1993) címmel. Az Ausztrália Rendje kitüntetés tiszti osztályának (AO) birtokosa. 

## Élete
Keneally mindkét szülője (Edmund Thomas Keneally és Elsie Margaret Coyle) ír apáktól született az új-dél-walesi Kempsey városában, és bár Sydneyben született, első éveit is Kempseyben töltötte. Apja, Edmund Thomas Keneally a második világháborúban az Ausztrál Királyi Légierőnél repült, majd visszatért egy kisvállalkozáshoz Sydneyben. 1942-re a család a Homebush-beli (Sydney külvárosa) Loftus Crescent 7-be költözött, amely Sydney bel-nyugati részén található. Keneally beiratkozott a Christian Brothers St Patrick's Főiskolára, Strathfieldbe. Nem sokkal ezután megszületett bátyja, John. Keneally 1952-ben végzett diplomájához Nemzetközösségi ösztöndíjat nyert.
Keneally ezután belépett a Szent Patrik Szemináriumba, Manly-ben, hogy katolikus papnak tanuljon. Bár a szemináriumban szentelték diakónussá, hat év elteltével levert állapotban távozott anélkül, hogy pappá szentelték volna. Sydney-i iskolai tanárként dolgozott, és a New England Egyetem oktatója volt (1968–1970), mielőtt regényíróként sikert aratott.
Keneallyt 1964-ig "Mick" néven ismerték, de amikor publikálni kezdett – kiadója tanácsára – az igazi kerestnevét kezdte használni.

## Pályafutása
Keneally első története a The Bulletin magazinban jelent meg 1962-ben Bernard Coyle álnéven. 2014 februárjáig több mint 50 könyvet írt, köztük 30 regényt. Különösen híres a Schindler-bárkájáról (1982) (később Schindler listája címmel), az első ausztrál regénye, amely elnyerte a Booker-díjat, és ez az alapja a Schindler listája (1993) című filmnek. Ezt megelőzően már háromszor felkerült a Booker rövidlistájára: 1972-ben a The Chant of Jimmie Blacksmith, 1975-ben a Gossip from the Forest, és 1979-ben a Confederates.
Számos regénye történelmi anyag átdolgozása, bár pszichológiáját és stílusát tekintve modern.
Timberlake Wertenbakernek a londoni Royal Court Theatre-ben bemutatott, Our Country's Good (Hazánk üdve) című darabja Keneally The Playmaker című könyvén alapul. Ebben a Nagy-Britanniából a Birodalom ausztráliai büntetés-végrehajtási telepére kitoloncolt elítéltek adják elő George Farquhar A toborzótiszt (The Recruiting Officer) című vígjátékát, amely az angol Shrewsbury városában játszódik. Max Stafford-Clark művészeti vezető Levelek George-nak (Letters to George) című könyvében írt a repertoáron szereplő darabok színpadra állításával kapcsolatos tapasztalatairól.
Keneally néhány filmben is szerepelt. Kis szerepet játszott Fred Schepisi The Chant of Jimmie Blacksmith (1978) című filmjében (saját regénye alapján), és Marshall atyát alakította a szintén Schepisi által rendezett, The Devil's Playground (Az ördög játszótere) című díjnyertes filmben (1976).
1983-ban az Ausztrál Rend tisztjévé (AO) nevezték ki. Ő egy ausztrál élő kincs.
1985 és 1988 között tagja volt az Ausztrál Művészeti Tanács (Australia Council for the Arts) Irodalmi Testületének, 1985 és 1989 között pedig a Nemzeti Könyvtanács elnöke.
Vendégprofesszor volt a Kaliforniai Egyetemen, Irvine-ben (UCI), ahol 1985-ben egy negyedéven át tanította a diplomás szépirodalmi műhelyt. 1991-től 1995-ig vendégprofesszor volt az UCI írói programjában.
2006-ban Peter Pierce, a James Cook Egyetem ausztrál irodalom professzora ezt írta: „Keneally néha a legközelebbinek tűnik irodalmunk Balzacjához; a maga gazdag és egyedi módján egy ausztrál „emberi vígjáték” szerzője.”

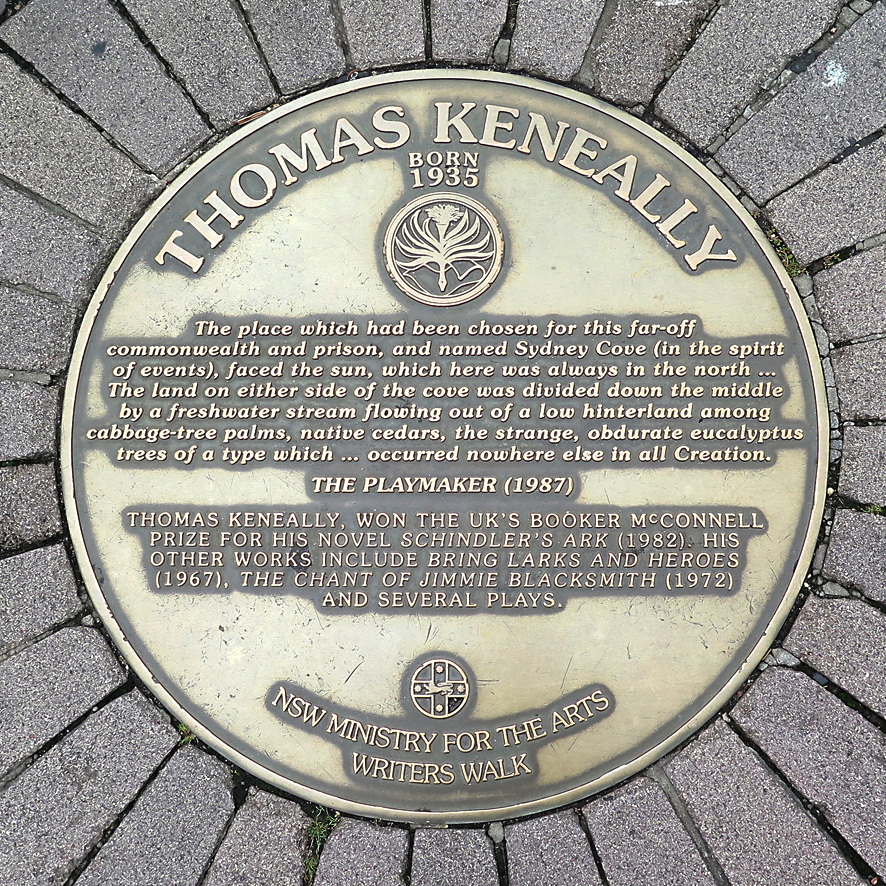
Thomas Keneally emléktábla a [https://www.monumentaustralia.org.au/themes/culture/community/display/94161-sydney-writers-walk- Sydney Writers Walk-ban

A Tom Keneally Centre 2011 augusztusában nyílt meg a Sydney Mechanics' School of Arts-ban, ahol Keneally könyvei és emléktárgyai találhatók. Az oldalt könyvbemutatókra, felolvasásokra és írásórákra használják.
Keneally a Menedékkérői Információs Központ nagykövete, ami egy nonprofit szervezet, amely személyes és gyakorlati támogatást nyújt az Ausztráliában menedéket kérőknek.

## Schindler bárkája
Keneally 1982-ben írta a Booker-díjas regényt, melyet Poldek Pfefferberg, a holokauszt túlélő élete ihletett. Keneally 1980-ban találkozott Pfefferberggel az utóbbi üzletében, és Pfefferberg megmutatta meg neki az Oskar Schindlerről szóló aktákat, beleértve magát az eredeti listát is. Keneallyt érdekelte a sztori, és Pfefferberg a készülő könyv tanácsadója lett, elkísérte Keneallyt Lengyelországba, ahol ellátogattak Krakkóba és a Schindler-történethez kapcsolódó helyszínekre. Keneally a Schindler bárkáját Pfefferbergnek ajánlotta: „aki buzgalmával és kitartásával késztette ennek a könyvnek a megírását”. Egy 2007-es interjúban mondta, hogy: „Oskar Schindlerhez az vonzotta, hogy "Az a tény, hogy nem lehetett megmondani, hol ért véget az opportunizmus és hol kezdődött az altruizmus, és szeretem azt a felforgató tényt, hogy a szellem ott lélegzik, ahol akar, vagyis a legvalószínűtlenebb helyekről is előkerül a jó.”
A könyvből később film is készült Schindler listája (1993) címmel Steven Spielberg rendezésében, amiért a rendező átvehette első Oscar-díját. Keneally találkozását Pfefferberggel és kutatási körútjaikat a Searching for Schindler: A Memoir (2007) részletezi. A Keneallyt inspiráló Pfefferberg-dokumentumok némelyike jelenleg a sydney-i Új-Dél-Wales Állami Könyvtárában található. 1996-ban az Állami Könyvtár megvásárolta ezt az anyagot egy magángyűjtőtől.

## Magánélete
Keneally 1965-ben feleségül vette Judy Martint, aki akkor ápolónő volt, két lányuk született, Margaret és Jane.
Keneally az Australian Republic Movement alapító elnöke volt (1991–1993), és 1993-ban könyvet adott ki a mi köztársaságunk témában. Számos republikánus esszéje megjelenik a mozgalom honlapján. Szívesen támogatja a rögbi labdajátékot is, különösen az NRL Manly-Warringah Sea Eagles klubját. 2004-ben hatodik alkalommal tartott Tom Brock előadást. Feltűnt a 2007-es The Final Winter című rögbiligás drámafilmben.
2009 márciusában Ausztrália miniszterelnöke, Kevin Rudd állami ajándékként átadta Keneally Lincoln című életrajzának dedikált példányát Barack Obama elnöknek.
Keneally unokaöccse, Ben feleségül vette az Ausztrál Munkáspárt helyettes vezetőjét, Kristina Keneally szenátort, aki Új-Dél-Wales korábbi miniszterelnöke és a Sky News Australia hírközlője is volt.

## Kitüntetések, elismerések
1983-ban az Order of Australia tisztjévé nevezték ki. Ő egy ausztrál élő kincs. Keneally kijelentette, hogy egyszer felajánlották neki a A Brit Birodalom Rendje kitüntetés parancsnoki fokozatát, és ő ezt visszautasította. „Azt mondtam, hogy sajnálom azt a birodalmat, amelynek én vagyok a parancsnoka.”
2010-ben az ausztrál posta bélyeget bocsátott ki a tiszteletére.
Keneally tiszteletbeli doktori címeket kapott, köztük az Ír Nemzeti Egyetemen.

### Booker-díj
- The Chant of Jimmie Blacksmith, 1972-ben jelölt
- Gossip from the Forest, 1975-ben jelölt
- Confederates, 1975-ben jelölt
- Schindler's Ark, 1982, győztes

### Helmerich-díj
- Peggy V. Helmerich Kiváló szerzői díj, 2007

### Miles Franklin-díj
- Bring Larks and Heroes, győztes 1967
- Three Cheers for the Paraclete, győztes 1968
- An Angel in Australia, jelölt 2003
- The Widow and Her Hero, hosszú lista 2008

### Miniszterelnöki irodalmi díj
- The Widow and Her Hero, jelölt 2008

### Új-Dél-Wales Premier irodalmi díjai
- Különdíj, nyertes 2008

## Bibliográfia

### Regények
- The Place at Whitton (1964)
- The Fear (1965), átírva (1989) By the Line néven
- Bring Larks and Heroes (1967), egy azonosítatlan brit büntetés-végrehajtási intézet, vagy száműzetési hely
- Three Cheers for the Paraclete (1968), képregény egy hitetlen papról
- The Survivor (1969), egy túlélő visszaemlékezése egy katasztrofális antarktiszi expedícióra
- A Dutiful Daughter (1971), Keneally személyes kedvence
- The Chant of Jimmie Blacksmith (1972), Ballada – egy kizsákmányolt, dühös ausztrál őslakos (Aboriginal man) szemszögéből (film is készült)
- Blood Red, Sister Rose (1974), regény Jeanne d’Arc története alapján
- Moses the Lawgiver (1975)
- Gossip from the Forest (1975), az I. világháborút lezáró fegyverszünet tárgyalásáról
- Season in Purgatory (1976), szerelem Tito partizánjai között a II. világháború során
- Ned Kelly and the City of the Bees (1978), könyv gyerekeknek
- A Victim of the Aurora (1978), detektívtörténet egy antarktiszi expedíción
- Passenger (1979)
- Confederates (1979), Stonewall Jackson hadserege alapján
- The Cut-Rate Kingdom (1980), Ausztrália háborúba lép 1942-ben
- Schindler's Ark (1982), Booker-díj győztes, megfilmesítve Schindler listája (1993) címen
- A Family Madness (1985)
- The Playmaker (1987), foglyok színdarabot adnak elő Ausztráliában a 18. században
- Act of Grace (1985), (William Coyle álnéven) Firestorm címmel jelent meg az Egyesült Államokban
- By the Line (1989), munkásosztálybeli családok néznek szembe a második világháborúval Sydneyben
- Towards Asmara (1989), the conflict in Eritrea
- Flying Hero Class (1991), Palesztinok eltérítettek egy repülőgépet, amelyen egy őslakos néptánccsoport volt
- Chief of Staff (1991), (William Coyle álnéven)
- Woman of the Inner Sea (1993)
- Jacko: The Great Intruder (1993) (A törtető)
- A River Town (1995)
- Bettany's Book (2000)
- An Angel in Australia (2000), Office of Innocence címmel is megjelent
- The Tyrant's Novel (2003), egy ausztrál bevándorlási fogoly története
- The Widow and Her Hero (2007), a háború hatása a hátramaradottakra
- The People's Train (2009), egy 1911-ben Oroszországból Ausztráliába menekült története, aki majd visszatér a forradalomba
- The Daughters of Mars (2012), két ausztrál nővér küzd az első világháborúban szörnyen megsebesült katonák ápolásával
- Shame and the Captives (2014), ISBN 147673464X, japán hadifoglyok szökéséről Új-Dél-Walesben a második világháború alatt
- Napoleon's Last Island (2015)
- Crimes of the Father (2016)
- Two Old Men Dying (2018)
- The Book of Science and Antiquities (2019)
- The Dickens Boy (2020)
- Keneally, Thomas. Corporal Hitler's pistol (2021. május 7.). ISBN 978-1-76089-322-4. OCLC 1257067130 Winner of the 2022 ARA Historical Novel Prize.[35][36]
- Keneally, Tom. Fanatic Heart. Milsons Point, NSW: Vintage Australia (2022. november 1.). ISBN 978-0-14-377781-6. OCLC 1333614618[37][38]

#### A Monsarrat sorozat,Meg Keneallyvel közösen[39]
- The Soldier’s Curse (2016)
- The Unmourned (2017)
- The Power Game (2018)
- The Ink Stain (2019)

### Ismeretterjesztő
- Outback (1983)
- Australia: Beyond the Dreamtime (1987)
- The Place Where Souls are Born: A Journey to the Southwest (1992)
- Now and in Time to Be: Ireland and the Irish (1992)
- Memoirs from a Young Republic (1993)
- The Utility Player: The Des Hasler Story (1993) Des Hasler(wd) rögbi-játékos
- Our Republic (1995)
- Homebush Boy: A Memoir (1995), önéletrajz
- The Great Shame (1998)
- My father's Australia Granta. 70: 331–349. Summer 2000.
- American Scoundrel: The Life of the Notorious Civil War General Dan Sickles (2002), Daniel Sickles(wd)[40] életrajza
- Lincoln (2003), Abraham Lincoln életrajza
- The Commonwealth of Thieves: The Story of the Founding of Australia (2005)
- Searching for Schindler: A Memoir (2007)
- Australians: Origins to Eureka (2009)
- Three Famines: Starvation and Politics (2011)
- Australians: Eureka to the Diggers (2011)
- Australians: Flappers to Vietnam (2014)
- (2015. március 1.) „Gutenberg fights on : a survival story”. The National Library of Australia Magazine 7 (1), 28–30. o.[41]
- Australians: A Short History (2016)
- A Bloody Good Rant: My Passions, Memories and Demons (2022)

### Színpadi művek
- Halloran's Little Boat (1968)
- Childermas (1968)
- An Awful Rose (1972)
- Bullie's House (1981)
- Either Or (2007)[42]

### Forgatókönyvek
- The Survivor (1972)[43]
- Silver City (1984)[44]
- The Fremantle Conspiracy (1988)[45]

### Dokumentumfilm
- God or Politics: Tom Keneally in Eritrea (1990)

### Magyarul
- Schindler bárkája – Árkádia, Budapest, 1987 · ISBN 9633070902 · Fordította: Walkóné Békés Ágnes
- Ballada – Novella, Budapest, 1997 (Fárosz) · ISBN 9637953728 · Fordította: Turczi István (Fárosz sorozat)
- A törtető – JLX, Budapest, 1997 · ISBN 9633050375 · Fordította: Süle Gábor
- Jimmie Blacksmith éneke – Picaro, Debrecen, 2011 · ISBN 9789638927927 · Fordította: Turczi István

## Fordítás
- Ez a szócikk részben vagy egészben  a   Thomas Keneally című angol Wikipédia-szócikk fordításán alapul.  Az eredeti cikk szerkesztőit annak laptörténete sorolja fel. Ez a jelzés csupán a megfogalmazás eredetét és a szerzői jogokat jelzi, nem szolgál a cikkben szereplő információk forrásmegjelöléseként.